# Naš rod
Naš rod je slovenski mladinski list, ki je mesečno izhajal od decembra 1929 do junija 1944. V sezoni 1942-1943 je dobil podnaslov List za mladino. 

## Splošni podatki
Naš rod je izdajalo Jugoslovansko učiteljsko združenje - sekcija za Dravsko banovino. Do konca šolskega leta 1935-1936 je bil njegov predstavnik Ivan Dimnik, naslednje leto Franja Završan, od šolskega leta 1937-1938 naprej pa Metod Kumelj. Leta 1940-1941 je izdajo lista prevzelo Učiteljsko združenje v Ljubljani, naslednje leto pa Učiteljska tiskarna (tam so list tudi tiskali). Takratni predstavnik je bil France Štrukelj, glavni in odgovorni urednik Josip Ribičič, od leta 1942-1943 pa Ivan Tavčar.

## Vsebina
Revija je dajala poudarek slovenskemu leposlovju ter pesništvu. Med drugim je vsebovala rubrike: Mladina piše, Cicibanov rod, Doma in po svetu, Mlado brstje, Otroška delavnica ...
V reviji so objavljali znani slovenski pisatelji in pesniki. Nekaj časa je uvodne članke pisala Kristina Brenkova, sodelovali so tudi Ivan Pregelj, Anica Černej, Gustav Strniša ter mnogi drugi. Med drugim je v nadaljevanjih izšla knjiga Bratovščina Sinjega galeba pisatelja Toneta Seliškarja.